# Нівеллен
Нівеллен — персонаж оповідання Анджея Сапковського «Зерно істини» та другого сезону телесеріалу "Відьмак", де його зіграв Крістофер Хів'ю.

## У Сапковського
Нівеллен з'являється в оповіданні Анджея Сапковського «Крупа істини», включеному до збірки "Останнє бажання" (цикл книг «Відьмак»). Це ватажок розбійників, садиба якого перебуває у лісі. Через накладене на нього прокляття Нівеллен перетворюється на чудовисько (наполовину лева, наполовину ведмедя), його банда розбігається, і він залишається один. Іноді йому привозять дівчат, Нівеллен робить їх своїми коханками, і потім відпускає, наділивши частиною своїх скарбів.
Якось у садибі Нівеллена випадково опиняється відьмак Геральт. Господар привітно приймає його та розповідає свою історію. Він згадує і свою нову кохану — Вереєну, за його словами, русалку. Геральт здогадується, що насправді Вереєна — вампір, і вбиває її в поєдинку, після чого Нівеллен знову перетворюється на людину. Тепер це повненький і хворобливий юнак.
Історія Нівеллена — один із характерних для творчості Сапковського прикладів іронічної інтерпретації класичного казкового сюжету. В даному випадку йдеться про казку "Красуня і чудовисько".

## У серіалі
Нівеллен став персонажем другого сезону телесеріалу "Відьмак", де його зіграв Крістофер Хів'ю. Ще до прем'єри сезону фахівці зазначали, що цей образ передбачає широкий емоційний діапазон. Хів'ю в телесеріалі «Гра престолів» зіграв Тормунда, який називав себе, крім іншого, чоловіком ведмедиці, і це може спровокувати цілу хвилю мемів від шанувальників обох шоу.
Нівеллен розповідає Геральту легенду про Ларі Доррен і повідомляє, що бачив у небі Дике Полювання. Очевидно, його розповідь має зіграти важливу роль у розвитку сюжету всього серіалу.